# Oedipina grandis
Oedipina grandis es una especie de salamandras en la familia Plethodontidae.
Habita en Costa Rica y Panamá.
Su hábitat natural son los montanos húmedos tropicales o subtropicales.
Está amenazada de extinción debido a la destrucción de su hábitat.